# Maria Amalia av Spanien

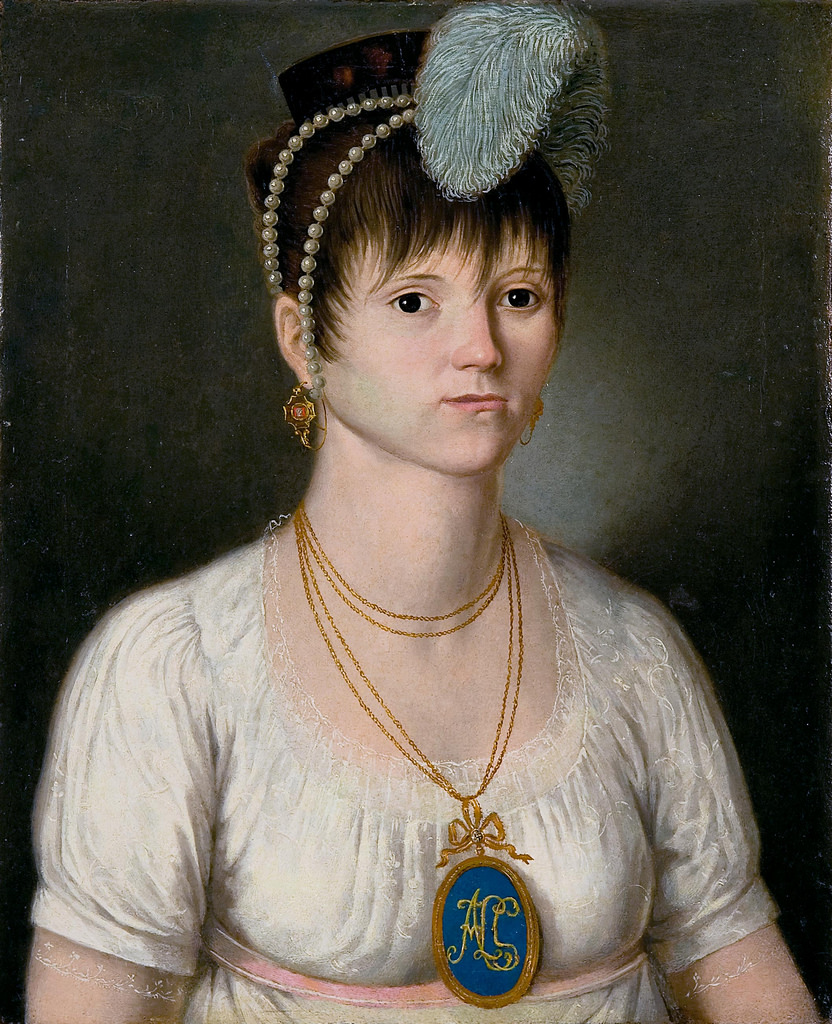
Maria Amalia av Spanien.

Maria Amalia av Spanien, född 9 januari 1779 på Palacio Real de El Pardo, död 22 juli 1798 på Palacio Real de Madrid, var en spansk infantinna. Hon var dotter till Karl IV av Spanien och Maria Lovisa av Parma och gift 1795 med infanten Anton av Spanien. 
Maria Amalia var från början utsedd att gifta sig med Ludvig av Etrurien, som anlände till Spanien 1795 för att lära känna sin brud. Vid ankomsten fick dock Maria Amalias utseende honom att istället fria till hennes syster Maria Lovisa. För att bespara Maria Amalia förödmjukelsen av att bli offentligt bortvald på detta sätt, beslöt hennes föräldrar att snabbt arrangera ett eget äktenskap åt Maria Amalia, så att hon och hennes syster kunde gifta sig samtidigt. Den ende kungliga prins de kunde finna på så kort varsel var hennes farbror Anton, och de två paren kunde sedan gifta sig samtidigt.
Paret fick en pojke år 1798, som var dödfödd eller dog strax efter födelsen. Hon blev den tredje innehavaren av Maria-Lovisaorden, som instiftad 1792.  